# Transport 5: Auslöschung
Transport 5: Auslöschung ist ein Science-Fiction-Roman des deutschen Schriftstellers Phillip P. Peterson, der am 1. Mai 2020 mithilfe der Self-Publishing-Plattform Books on Demand (BoD) veröffentlicht wurde. Der Roman beschreibt einen sich anbahnenden Krieg gegen zu automatischer Zerstörung anderen Lebens programmierter Raumschiffe einer ausgestorbenen Zivilisation. Phillip P. Peterson selbst beschreibt die Transport-Reihe als „schnell geschriebene Action-Romane“. Insbesondere der fünfte, sechste und siebte Teil bilden eine „interne Trilogie mit abgeschlossenem Handlungsstrang“. Der Roman schaffte es nach Veröffentlichung unter die Top 20 auf der BoD-Bestsellerliste.

## Handlung
Durch den lunaren Transporter ist die Erforschung umliegender Systeme in der gleichen Zelle wie dessen Supertransporter inzwischen in vollem Gange, wobei sich auch Russell beteiligt. Es werden dabei auf den Planeten Tempelhof und Gomorrha jeweils zwei noch vor Landung der dortigen Transporter durch extreme Hitze ausgelöschte Zivilisationen entdeckt, welche etwa auf dem gleichen technologischen Stand wie die Menschheit waren. Antike Aufzeichnungen zeigen die Ankunft eines großen Aufklärungsraumschiffes und Wochen später mehrerer Bomberraumschiffe mit überlichtschnellem Antrieb. Gleichzeitig trifft eine Mission zu einem interstellaren Objekt am Rande des Sonnensystems auf genau ein solches Aufklärungsraumschiff und wird vernichtet, wobei auch John Dessel stirbt, einst verantwortlich für den Umbau der Atombombe zum Schutz gegen die Todesflut auf New California. Mit einer Rückverfolgung des Kurses und den antiken Aufzeichnungen wird eine verlassene außerirdische Basis auf dem Doppelplanet Minos gefunden, etwa hundert Lichtjahre von der Erde entfernt und daher wohl durch vor hundert Jahren entsendete Radioübertragungen auf die Menschheit aufmerksam geworden. Russell beobachtet dort den Aufbruch von fünf Bomberraumschiffen.
Jim hat sich derweil als Gegenleistung für ein neues geklontes Bein einer Mission des Raumschiffs Beagle zur Transporterfabrik im Asteroidengürtel angeschlossen, welche sich als kilometergroßer Verbund unzähliger Nanoroboter herausstellt. Das ebenfalls angereiste russische Raumschiff Kusnezov wird bei Kontakt in einzelne Atome zerlegt, wobei nur der Kosmonaut Sergei überlebt und an Bord genommen wird. Nachdem entdeckt wird, wie die Nanoroboter umprogrammiert werden können, werden unzählige Dublikate der Beagle zur Verteidigung hergestellt. Nur ganz knapp können die fünf außerirdischen Bomberraumschiffe zerstört werden, was Jim überlebt. Da bekannt ist, dass sich auf Minos tausende weitere Schiffe befinden, wird der Transporter zur anderen Welt mit der Basis geschossen und wie bei der Vernichtung der Todeszone ein Durchgang zu einem in die Sonne geworfenen Transporter geöffnet. Da dabei manuell vorgegangen muss, will Russell sich aufgrund seines hohen Alters opfern, wird jedoch von Sergei dafür niedergeschlagen. Zudem kommt es zum Angriff von Roboter, welche wohl für ihre ausgestorbenen Erbauer deren Mission fortführen. Alle Überlebenden sowie Sergei posthum bekommen anschließend die Presidental Medal of Freedom. Russell erfährt danach, dass der Aufbruch eines weiteren Raumschiffes von der Basis in Richtung des Galaxienkerns beobachtet wurde und es daher wohl zahlreiche weitere zurückgelassene Basen mit automatischer Programmierung zur Zerstörung überall in der Milchstraße gibt. Das könnte ebenso erklären, warum dem Transporternetzwerk keine anderen intelligenten Zivilisationen außer deren Erbauern und den Menschen bekannt ist. Warum die Erbauer nicht ausgelöscht worden sind könnte nun die Rettung für die Menschheit sein.

## Hintergrund
Phillip P. Peterson gab am 25. September 2019 bekannt, an diesem Tag mit den Arbeiten am Roman begonnen zu haben.

## Kritik
Volker Hoff lobt, da bisher nicht geklärt wurde, warum die Menschheit die einzige intelligente Zivilisation in der Milchstraße sei: „Dieser Roman lüftet erstmals dieses Geheimnis, und das macht den Roman so richtig spannend“. Jedoch sei die „Faszination der ersten Bände nicht mehr so intensiv vorhanden“ und er habe den Roman daher „nicht “verschlungen” ..., sondern nach und nach gelesen“. Nichtsdestotrotz ist der Roman „wieder klasse und spannend geschrieben“. Insgesamt hat der Roman „gut unterhalten“.